# Nemoura lacustris
Nemoura lacustris is een steenvlieg uit de familie beeksteenvliegen (Nemouridae). De wetenschappelijke naam van de soort is voor het eerst geldig gepubliceerd in 1865 door Pictet.